# De tio budorden

För flera filmer, se De tio budorden (film).  

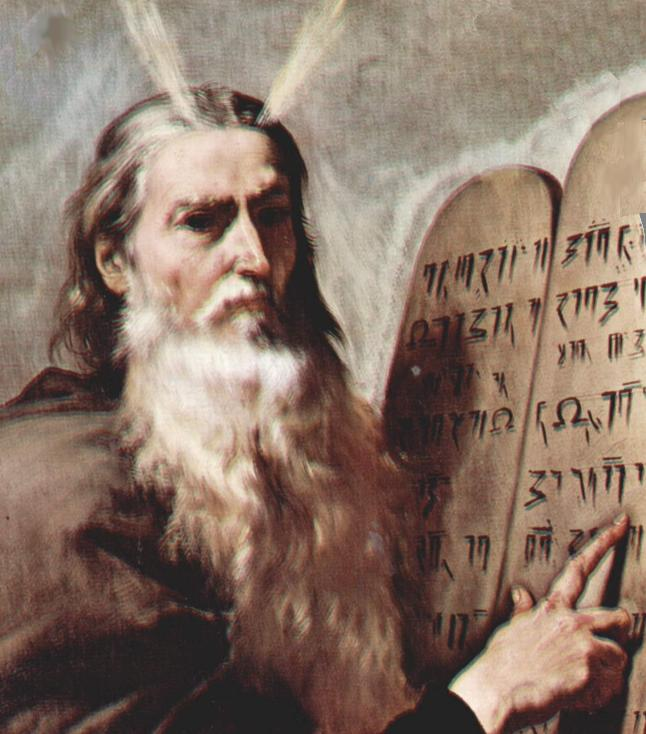
Mose med lagtavlan. Målning av José Ribera 1638. I den gamla tolkningen står det att Mose hade horn när han kom ned från berget efter att fått budorden av Gud, men i B2000 står det att hans ansikte lyste. Detta på grund av att GT skrevs på hebreiska. I hebreiska skriver man bara ut konsonanterna, vilket innebär att man får gissa vad som står. "Horn" och "lysande" har samma konsonanter (men olika vokaler), vilket ledde till en feltolkning. I många äldre kyrkor och på tavlor (liksom den ovan) är Mose därför avbildad med horn, vilket egentligen är felaktigt.

De tio budorden (Tio Guds bud, dekalogen från grekiskan deka logos = tio ord) är de tio befallningar som Gud ger till Mose i Gamla Testamentet, enligt 2 Mos. 20:3-17, 2 Mos. 34:1-28 och 5 Mos. 5:6-21. En av de äldsta bevarade versionerna av budorden återfinns bland Nash-papyrusen. Vissa budord föregås av en längre förklaring, medan andra är endast rena befallningar utan förklaring. Jesus åberopade ofta budorden. De sammanfattas där i det dubbla kärleksbudet och den gyllene regeln. När det gäller sabbatsbudet påpekade han att sabbaten var till för människors skull som en välsignelse i stället för en börda. Inom kristendomen har de ofta ansetts som en sammanställning av Guds lag, den som också finns i hedningarnas hjärtan och därför kallas den naturliga lagen. Det är även mycket vanligt att man inom kristen katekes inriktar sig på förklaring av de tio budorden, se till exempel Katolska Kyrkans Katekes, Tridentinska mötets katekes samt Luthers stora och lilla katekes.
I Bibeln anges det att det var tio budord som skrevs ner på stentavlor (Lagens tavlor). Buden finns också uppräknade, men någon numrering finns inte och det går inte att entydigt läsa ut var ett budord slutar och ett annat tar vid. Judendomen och olika grenar av kristendomen gör därför delvis olika indelningar av dem. Bildförbudet räknades av de flesta av kyrkofäderna som andra budet, och budet om att inte ha begärelse uppfattas som ett.
Den katolska och lutherska grupperingen utgår från Augustinus ("Quæstionum in Heptateuchum libri VII", Bk. II, Question lxxi). Där räknas förbudet mot avgudadyrkan som en del av, en utläggning av, det första budet. Att man separerar budet mot begärelse till sin nästas fru och begärelse till sin nästas ägodelar motiveras med att äktenskapsbrott och stöld är två olika bud. Därigenom menar man att begärelsen att begå dessa synder också ska vara två olika bud. Inom den grekisk-ortodoxa och de reformerta kyrkorna är däremot bildförbudet ett eget bud och de båda sista buden om begärelse slås samman till ett. Inom judendomen ser man de tio budorden som en sammanfattning av alla de judiska buden. Eftersom alla 613 bud i Torah räknas som lika viktiga förekommer det även att man frångår denna sed så att man inte undergräver de andra budens auktoritet.

## De tio budorden enligt bibeln
De tio budorden omtalas främst i 2 Mos 20:1-17 och 5 Mos 5:6-21. Dessa två bibelställen anger budorden i något olika versioner, men utan särskilt betydelsefulla skillnader. Den största skillnaden är hur sabbatsbudet motiveras i de olika texterna. I 2 Mos skall människan vila på sabbatsdagen därför att Gud gjorde så under skapargärningen, medan i 5 Mos skall det vara vila på den dagen eftersom träl och trälkvinna behöver vila. En annan skillnad är att begär till "din nästas hus" i 2 Mos står separat, medan i 5 Mos står istället begär till "din nästas hustru" separat.

## De tio budorden ijudisktro
Enligt judisk tro är de tio budorden inte tio fristående bud, utan de ingår i en samling av 613 olika bud, så kallade mitzvot och sammanfattar alla buden i tio kategorier. I Torah kallas de Aseret ha-D'vareem och i den rabbinska litteraturen kallas de Aseret ha-Dibrot. Den judiska kategoriseringen skiljer sig delvis från den katolska eller den protestantiska[källa behövs]:
1. Tro på Gud
2. Förbud mot otillbörlig tillbedjan
3. Förbud kring eder
4. Att högtidlighålla helgade dagar
5. Respekt för föräldrar och lärare
6. Förbud mot mord
7. Förbud mot äktenskapsbrott
8. Förbud mot stöld
9. Förbud mot falskt vittnesbörd
10. Förbud mot girighet

De fyra första buden (från den första av de två budstavlorna) ses som förpliktelser mot Gud och de sex senare buden är förpliktelser mot andra människor. Om man hamnar i en situation där man tvingas välja mellan två kategorier bör man välja att följa buden mot andra människor.

## De tio budorden enligt katolsk och luthersk tradition
Återgivningen använder ordalydelsen från Andra Moseboken, kapitel 20 i Bibel 2000.
1. Du skall inte ha andra gudar vid sidan av mig.
2. Du skall inte missbruka Herrens, din Guds, namn.
3. Tänk på att hålla sabbatsdagen helig.
4. Visa aktning för din far och din mor.
5. Du skall inte dräpa.
6. Du skall inte begå äktenskapsbrott.
7. Du skall inte stjäla.
8. Du skall inte vittna falskt mot din nästa.
9. Du skall inte ha begär till din nästas hus.
10. Du skall inte ha begär till din nästas hustru eller hans slav eller hans slavinna, hans oxe eller hans åsna eller något annat som tillhör din nästa.

De tre första buden räknas till lagens första tavla, de sju senare till den andra. Tavlorna motsvarar de båda leden i det dubbla kärleksbudet.[källa behövs]

## Tio Guds bud enligt Luthers lillakatekes
Luther förenklade budet något, och skrev förklaringar till dem, så att "för ungdomen skall du ständigt ha en bestämd formulering och främst av allt lära dem dessa stycken, nämligen de Tio buden, [...] ord för ord efter texten, så att de kunna säga efter dem och lära sig dem utantill."
|               | Budord | Betydelse |
| ------------- | --- | --- |
| Första budet  | Du skall inga andra gudar hava jämte mig. (du ska inte tillbe eller dyrka andra gudar) | Vi skola frukta och älska Gud över allting och sätta all tro och lit till honom. |
| Andra budet   | Du skall icke missbruka Herrens, din Guds, namn, ty Herren skall icke låta den bliva ostraffad, som missbrukar hans namn. (Du ska inte använda Guds namn fel)                                            | Vi skola frukta och älska Gud, så att vi icke bruka hans namn till onda önskningar, svordom, vidskepelse, lögn och bedrägeri, utan åkalla det i all nöd, bedja, tacka och lova.                                                 |
| Tredje budet  | Tänk på vilodagen, så att du helgar den. (Låt söndagen vara en särskild dag till Guds ära) | Vi skola frukta och älska Gud, så att vi icke förakta predikan och Guds ord, utan hålla det heligt, gärna höra och lära det. |
| Fjärde budet  | Hedra din fader och din moder, på det att det må gå dig väl och du må länge leva i ditt land. (Visa respekt för dina föräldrar)                                                                          | Vi skola frukta och älska Gud, så att vi icke förakta eller förtörna våra föräldrar och herrar, utan hålla dem i vördnad, tjäna dem, lyda dem, älska dem och hava dem för ögonen.                                               |
| Femte budet   | Du skall icke dräpa. (Du ska inte döda eller skada någon) | Vi skola frukta och älska Gud, så att vi icke skada vår nästa till hans liv eller vålla honom lidande, utan hjälpa och bistå honom i alla faror och levnadsbehov.                                                               |
| Sjätte budet  | Du skall icke begå äktenskapsbrott. (Du ska inte leva lösaktigt eller ha sexuella förbindelser utanför äktenskapet)                                                                                      | Vi skola frukta och älska Gud, så att vi föra ett rent och tuktigt leverne både i ord och gärningar och att var och en älskar och ärar sin äkta maka.                                                                           |
| Sjunde budet  | Du skall icke stjäla. (Du ska inte stjäla från någon) | Vi skola frukta och älska Gud, så att vi icke taga ifrån vår nästa hans penningar och ägodelar eller med falska varor och svek draga dem till oss, utan förhjälpa därtill, att hans gods och näring må förkovras och beskyddas. |
| Åttonde budet | Du skall icke bära falskt vittnesbörd mot din nästa. (Du ska inte ljuga) | Vi skola frukta och älska Gud, så att vi icke beljuga, förråda, baktala eller illa berykta vår nästa, utan urskulda honom, tänka och tala väl om honom och tyda allt till det bästa.                                            |
| Nionde budet  | Du skall icke hava begärelse till din nästas hus. (Du ska inte kräva att få ta del av din nästas arv eller vara förälder åt hans barn)                                                                   | Vi skola frukta och älska Gud, så att vi icke listigt stå efter vår nästas arv eller hus eller under sken av lag och rätt tillägna oss det, utan äro honom behjälpliga, att han må behålla det som hör honom till.              |
| Tionde budet  | Du skall icke hava begärelse till din nästas hustru, ej heller till hans tjänare eller hans tjänarinna, ej heller till något, som tillhör din nästa. (Du ska inte vara avundsjuk på något som andra har) | Vi skola frukta och älska Gud, så att vi icke draga, locka eller tubba ifrån vår nästa hans hustru eller tjänstefolk, utan förmana och tillhålla dem att bliva kvar och troget göra vad deras plikt fordrar.                    |

Vad säger nu Gud om alla dessa bud?
- Det säger han:

Jag, Herren, din Gud, är en nitälskande Gud, som hemsöker fädernas missgärning på barn och efterkommande i tredje och fjärde led, när man hatar mig, men som gör nåd med tusenden, när man älskar mig och håller mina bud.
Vad är det?
- Gud hotar att straffa alla dem som överträda dessa bud; därför skola vi frukta för hans vrede, så att vi icke bryta mot hans bud. Men sin nåd och allt gott lovar han alla dem som hålla dessa bud; därför skola vi älska honom, förtrösta på honom och gärna leva efter hans bud.[källa behövs]

## De tio budorden enligt reformert tradition
Återgivningen nedan är från Bibel 2000, men med siffror införda för att förtydliga indelningen.
Jag är Herren, din Gud, som förde dig ut ur Egypten, ut ur slavlägret. 
1. Du skall inte ha andra gudar vid sidan av mig.
2. Du skall inte göra dig någon bildstod eller avbild av någonting uppe i himlen eller nere på jorden eller i vattnet under jorden. Du skall inte tillbe dem eller tjäna dem. Ty jag är Herren, din Gud, en svartsjuk Gud, som låter straffet för fädernas skuld drabba barnen intill tredje och fjärde led när man försmår mig men visar godhet mot tusenden när man älskar mig och håller mina bud.
3. Du skall inte missbruka Herrens, din Guds, namn, ty Herren kommer inte att lämna den ostraffad som missbrukar hans namn.
4. Tänk på att hålla sabbatsdagen helig. ("Var noga med att hålla sabbatsdagen helig, så som Herren, din Gud, har befallt dig" i 5 Mos) Sex dagar skall du arbeta och sköta alla dina sysslor, men den sjunde dagen är Herrens, din Guds, sabbat. Då skall du inte utföra något arbete, varken du eller din son eller din dotter, din slav eller din slavinna, din boskap ("din oxe eller din åsna eller något annat lastdjur du har" i 5 Mos) eller invandraren i dina städer. Ty på sex dagar gjorde Herren himlen och jorden och havet och allt vad de rymmer, men på den sjunde dagen vilade han. Därför har Herren välsignat sabbatsdagen och gjort den till en helig dag. ("Kom ihåg att du själv en gång var slav i Egypten och att Herren, din Gud, förde dig ut därifrån med stark hand och lyftad arm. Därför har Herren, din Gud, befallt dig att fira sabbatsdagen" i 5 Mos)
5. Visa aktning för din far och din mor, så att du får leva länge i det land som Herren, din Gud, ger dig. ("så som Herren, din Gud, har befallt dig, så att du får leva länge och det går dig väl i det land som Herren, din Gud, ger dig" i 5 Mos)
6. Du skall icke dräpa.
7. Du skall icke begå äktenskapsbrott.
8. Du skall icke stjäla.
9. Du skall icke vittna falskt mot din nästa.
10. Du skall icke ha begär till din nästas hus, och du skall icke ha begär till din nästas hustru eller hans slav eller hans slavinna, hans oxe eller hans åsna eller något annat som tillhör din nästa.

## Ursprung

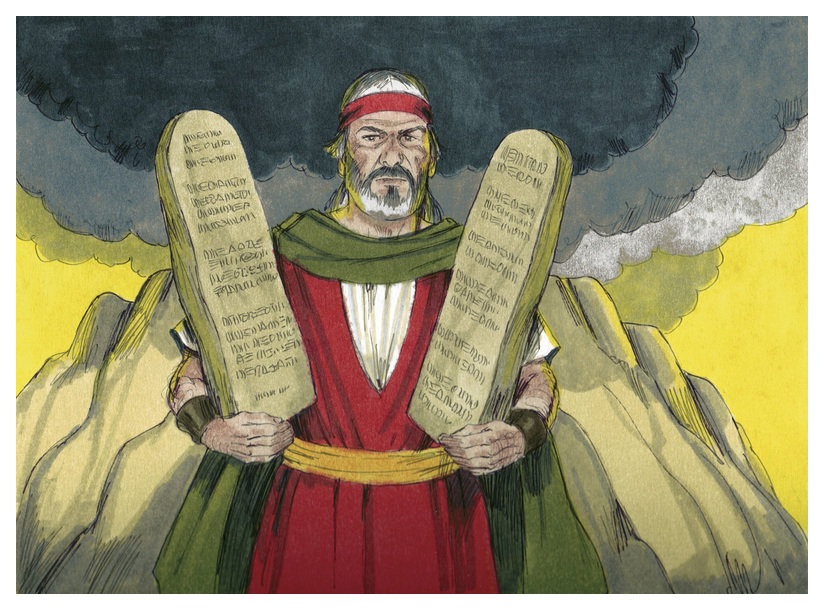
Moses med de tio budorden, enligt en bibelillustration.

När det gäller en religiös skrift som Bibeln spelar personlig övertygelse en stor roll när det kommer till åsikter om de tio budordens ursprung. Religiöst konservativa, liberala och sekulära judar/kristna har olika uppfattningar om vem som skrivit dem och när detta har skett. Andra religioner än judendom och kristendom har sin syn på saken. I synnerhet har de olika uppfattningar om källan till och författarskapet av dekalogen. Muslimer och konservativa judar och kristna anser att Moses både har uppenbarat och skrivit samtliga fem Moseböckerna och därmed även samtliga bud och levnadsregler som finns angivna i dessa. Bahá'í-troende menar att Gud successivt uppenbarat det människan behöver för att bygga en framåtskridande civilisation, och att det mänskligheten mognar till att förstå och därmed får kunskap om genom Guds sändebud (Moses, Buddha, Jesus, Muhammed, Bahá'u'lláh med flera) är dels grundläggande andliga sanningar och dels regler som hänger ihop med mer kortlivade sociala konstruktioner. Ett förbud mot att döda andra människor kan därför exempelvis ursprungligen bara ha gällt produktiva medlemmar av den egna stammen/klanen, medan det i framtiden kommer att omfatta alla människor oavsett omständighet.[källa behövs]
Vilka som skrev de äldsta böckerna, däribland Andra Moseboken med budorden, är omöjligt att säga med säkerhet. Vetenskapen, till exempel historiker, anser att hebréerna lånat in dem eller kopierat dem från äldre kulturer, som den egyptiska, hettitiska eller mesopotamiska. Många gamla traditioner och berättelser var spridda i hela området öster om Medelhavet innan Bibelns böcker började nedtecknas. De dödas bok i den fornegyptiska religionen innehåller regler som har hög grad av likhet med de tio budorden. Där finns förbud mot äktenskapsbrott, mord, stöld, lögn, falskt vittnesbörd, övergivande av föräldrarna och mot att förbanna gudarna. Den Egyptiska Dödsboken kom till före hebréernas uttåg ur Egypten, och boken kan därför ha inspirerat till dekalogen. Men likheterna kan också vara en tillfällighet.[källa behövs]
Om en etisk person oavsett epok och religion skulle få till uppgift att sätta upp ett fåtal grundläggande moraliska normer, kanske utfallet skulle bli ungefär desamma som i Dödsboken och dekalogen. Buddhismen innehåller också uppmaningarna att hålla sig till Buddha och Dharma (den buddhistiska läran) samt att inte baktala eller förtala någon (under rätt talande) och att inte döda, inte stjäla, inte ljuga och inte leva okyskt (under rätt handlande). Dock tillkommer ytterligare en regel när det gäller rätt handlande, nämligen att konsekvent avstå från berusningsmedel, en regel som också finns inom islam och bahá'í. Beträffande buddhismen, och för den delen det mesta inom östasiatisk religion och filosofi, är det inte som i judendom-kristendom-islam handlingen i sig som är fel, utan tanken/motivet bakom handlingen (girighet, hat, hämndlystnad, maktlystnad, andlig okunskap, med mera). Att hedra föräldrarna ingår som en naturlig del i det konfucianistiska tänkandet.[källa behövs]
Vad gäller eventuella hettitiska influenser handlar det om det sätt som originaltexten med budorden är uppställd på, med en indelning i sex avsnitt. Gamla hettitiska dokument från 1400- och 1300-talen f.Kr, som reglerar fördrag mellan den hettitiske kungen och hans vasaller och vasallfolk, har samma indelning i sex delar: namnet på kungen (Gud i dekalogen), kungens status och vasallfolkets status (Guds status, israeliterna Hans egendomsfolk), fördelar för de underlydande folken med att följa avtalet (fördelar med att lyda Gud), sanktioner vid överträdelser (bestraffningar vid olydnad mot Gud), detaljerad beskrivning av det underlydande folkets skyldigheter (buden och övriga regler för judarna), Himlen och dess invånare som kallats att bevittna fördraget mellan hettiterkungen och vasallkungen (Himlens änglar bevittnar fördraget i Sinai mellan Moses och Gud).

## Sällan omnämnda, icke-traditionella, tio guds bud
Följande budord är sammanfattade från 2 Mos. 34:1-29 och är icke-traditionella, ändock enligt Bibeln en genuin version av de tio budorden. Läsaren hänvisas till 2 Mos. 34:1-29 för fullständig version.
1. Ni skall inte tillbe någon annan gud än Herren.
2. Ni skall inte sluta fredsfördrag med de folk som bor i landet.
3. Ni skall inte gjuta avgudabilder.
4. Var noga med att hålla det osyrade brödets högtid.
5. Allt förstfött av hankön skall tillhöra mig.
6. Ni skall arbeta sex dagar och vila på den sjunde dagen.
7. Ni skall fira veckohögtiden i början av veteskörden och bärgningshögtiden vid årets slut.
8. Ni får inte använda jäst bröd vid era offer till mig och ingenting av påsklammets kött får lämnas kvar till följande morgon.
9. Det bästa av den första skörden varje år skall ni ta med er till Herrens, er Guds, tabernakel.
10. En killing får ni inte koka i dess moders mjölk.